# 朝鲜军队经商
朝鲜军队经商，是朝鲜人民军从事经营商业贸易。2012年，时任朝鲜劳动党中央军事委员会委员长金正恩下令，除了部分农业生产项目，朝鲜人民军不再允许经商。

## 历史
1960年代，出于减轻国家经济负担的考虑，朝鲜高层允许部队根据自身所处的地理环境，从事渔业捕捞、采集松子或松香等野生植物、经营酿酒、食品等产业。一些处于后方、战备任务稍轻的军团还负责开矿出口。
从1970年代开始，朝鲜军队经商成为一种国家行为，朝鲜批准成立直属于人民军总参谋部的梅峰会社，专门负责进出口贸易，通过贸易来增加国家外汇收入，换取油料和武器装备。
金正恩上台后，有感于军队经商的种种弊端，下令“军队必须尽快从生产经营活动中脱离出来”。2012年后，中央军事委员会委员长金正恩下令，朝鲜人民军的商贸公司全部交给朝鲜内阁直接领导的经济委员会，除了保留部分农业生产项目之外不再经商。

## 贪污
朝鲜军队经商后，朝鲜军队出现贪污行为，1990年代，梅峰会社社长、人民军大校申载坤被查出私藏7公斤多的金条，判刑15年；梅峰新义州支社的朴社长被查出在中国银行存有大量外汇后自杀；清津梅峰支社金经理因走私黄金被处决。

## 规模
20世纪，梅峰会社成为朝鲜最大的两家贸易公司之一。由于有军方背景，梅峰会社享有很多特权，如工作人员持工作证可以自由穿越中朝边境，甚至可以以各种名义去日本。
朝鲜人民军第八军团在中朝边境驻防，因地理优势在经济活动中表现出色，除边境贸易之外，该军团在黄海捕捞，甚至专门打造一款用于捕捞海参、鲍鱼等高价值海产的微型潜艇。